# Vallés Occidental

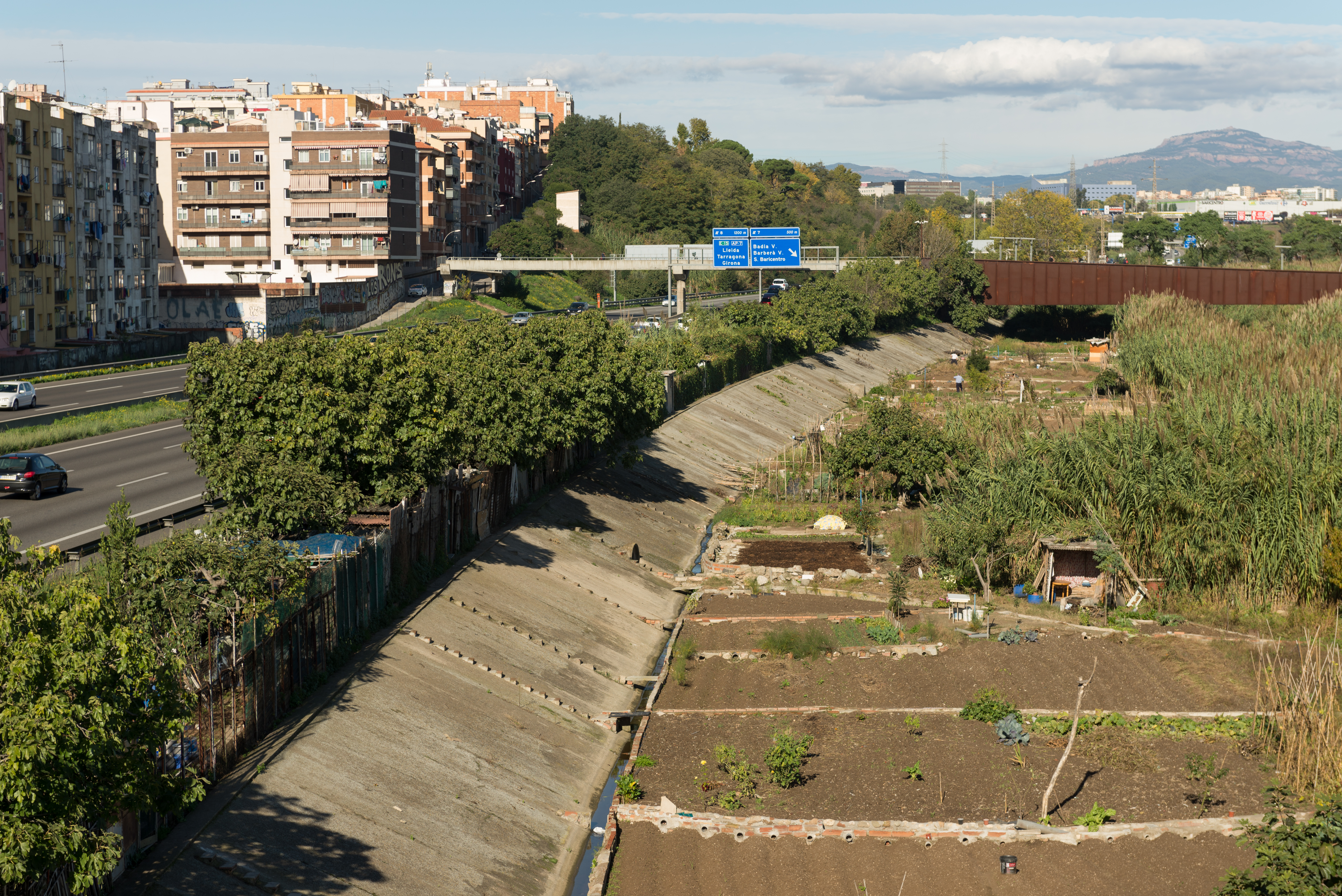
Río Ripoll entre Sardañola del Vallés (a la izquierda) y Ripollet.

El Vallés Occidental (oficialmente en catalán: Vallès Occidental) es una comarca española, situada en la provincia de Barcelona, Cataluña. Limita al norte con el Bages y el Moyanés, al este con el Vallés Oriental, al oeste con el Bajo Llobregat y al sur con el Barcelonés. La capitalidad de la comarca es compartida entre las ciudades de Sabadell y Tarrasa. De hecho, es la única comarca de toda Cataluña que tiene dos capitales. Con el Vallés Oriental forma la gran comarca natural del Vallés. Geográficamente, el Vallés y el Panadés forman la fosa tectónica del Vallés-Panadés, dentro de la depresión prelitoral catalana. Su población el 1 de enero de 2024 era de 960 033 habitantes.

## Geografía humana y económica
La industria vallesana se concentra en la zona sur de la comarca, coincidiendo con la parte más llana, Las principales ciudades industriales son Sabadell y Tarrasa, que comparten la capitalidad, Rubí y Sardañola del Vallés. Las industrias más destacadas en la comarca son la textil, mecánica, metalúrgica, maquinaria, material eléctrico, construcción, química, papelera, artes gráficas y alimentaria. 
Además, en los últimos años, y como consecuencia de la crisis industrial de finales de los años 70 y principios de los 80, se ha producido un importante desarrollo del sector comercial y servicios. En la zona norte, la economía es predominantemente rural, albergando un número destacado de urbanizaciones de segundas residencias.

## Geografía física
Se trata de una parte de la depresión Prelitoral, limitada al oeste por el Llobregat y al este por la riera de Caldes. El norte de la comarca está ocupado por diversas sierras de la cordillera Prelitoral. De oeste a este, forman parte de la comarca la sierra del Obac (924 m de altura en Castellsapera), el macizo de San Lorenzo del Munt (1095 m de altura en la Mola y 1053 m en el Montcau), el Puig de la Creu (664 m), los riscos de Sant Sadurní (954 m) y el del Farell (789 m). Al sur de la comarca se encuentra la sierra de Collserola (512 m de altitud).
En la zona central se encuentra el valle que da nombre a la comarca. Se trata, en realidad, de dos unidades hidrográficas coincidentes con las cuencas del Llobregat y el Besós.
Las tierras situadas al oeste del eje que va desde la sierra de Obac hasta el Tibidabo, pasando por Matadepera, San Quirico de Tarrasa, Bellaterra y San Cugat del Vallés, son tributarias del Llobregat. Diversas rieras, como la de Cañamasos, la de Rubí o la de Vallvidrera, canalizan sus aguas hacia el Llobregat.
La parte oriental de la depresión tiene como principal receptor de las aguas de esta zona al Besós, a través de múltiples afluentes, entre los que destacan el Ripoll y la riera de Caldes, que sirve, además, de límite oriental de la comarca.

## Comunicaciones
La comarca es uno de los principales nudos de comunicaciones de Cataluña y de España. Diversos ejes la cruzan en todas direcciones.
Autopistas
- La autopista AP-7 (antigua A-7) cruza el Vallés en dirección este-oeste. Hacia al oeste conecta con las comarcas de Tarragona, Valencia y con el sur de la península ibérica, así como con la autopista A-2/AP-2 (sale de Barcelona, Lérida, Zaragoza). Hacia al este, comunica el Vallés con las comarcas de Gerona y Francia.
- La autopista C-58 cruza la comarca de norte a sur, y une el norte de Barcelona con Manresa a través de Moncada y Reixach, Sardañola del Vallés, Sabadell y Tarrasa.
- También hay conexión entre Manresa, Tarrasa y Barcelona a través de la autopista C-16 o de los Túneles de Vallvidrera, por San Cugat del Vallés y Rubí.
- La autopista C-33 une Moncada y Reixach con Mollet del Vallés y sirve para conectar el norte de Barcelona con la autopista AP-7 en dirección norte-este.

Carreteras
La carretera N-150, principal carretera de la comarca, la cruza de sur a norte y conecta Barcelona con Tarrasa a través de Moncada y Reixach, Sardañola del Vallés, Barberá del Vallés y Sabadell. Más allá de Tarrasa. Diversas carreteras comarcales completen la red básica de la comarca:
- La C-1413 sale de Molins de Rey, donde conecta con la N-II y la N-340 y la autopista A-2, y pasa por Rubí, Sabadell y Senmanat para conectar finalmente con la C-17 a la altura de Centellas.
- La C-1415 une Villafranca del Panadés (N-340), San Sadurní de Noya y Martorell (AP-7, N-II) con Granollers y Mataró (N-II, A-19) a través de la comarca, pasando por Tarrasa, Matadepera, Castellar del Vallés y Senmanat.
- La C-155 une las ciudades de Sabadell y Granollers, pasando cerca de Poliñá y Palau-solità i Plegamans.

Ferrocarriles
Las dos compañías de ferrocarril que operan en Cataluña tienen líneas en el Vallés Occidental.
- Por parte de RENFE, pasa la línea Barcelona-Lérida por Manresa. A mediados de la década de los 2000, el servicio de Cercanías de RENFE utilizó el trazado transversal de mercancías, bifurcado en Sardañola del Vallés hacia San Cugat del Vallés y Rubí dirección Castellbisbal y Martorell para establecer la línea de pasajeros número 7. Esta línea es peculiar por cerrar en forma anular las comunicaciones en el área metropolitana de Barcelona en contraposición con las comunicaciones ferroviarias de carácter principalmente radial existentes anteriormente.
- Las líneas de los Ferrocarriles de la Generalidad de Cataluña, llamadas «Metro del Vallès», unen Barcelona con Sabadell y Tarrasa bifurcándose en San Cugat del Vallés.

Aeropuertos
A pesar de que el tráfico aéreo de pasajeros de la comarca se canaliza a través del aeropuerto de Barcelona, en la vecina comarca del Bajo Llobregat, la comarca cuenta con el aeropuerto de Sabadell, donde se practican diversas disciplinas deportivas y que sirve de base a los bomberos de la Generalidad de Cataluña. Este aeropuerto sirve también a las escuelas de pilotos de la zona y hay también tráfico de diversas mercancías.

## Municipios del Vallés Occidental
| Ciudad                   | Código Municipal | Superficie(km²) | Población(habitantes) | Densidad(habitantes/km²) | Partidos de gobierno (Alcaldía)                                    |
| ------------------------ | ---------------- | --------------- | --------------------- | ------------------------ | ------------------------------------------------------------------ |
| Badia del Vallès         | 08-214           | 0,93            | 13380                 | 14387,1                  | PSC (Eva Menor Cantador)                                           |
| Barberá del Vallés       | 08-210           | 8,37            | 33091                 | 3982,1                   | PSC (Xavier Garcés Trillo)                                         |
| Castellar del Vallés     | 08-51            | 44,91           | 24187                 | 538,6                    | PSC (Ignasi Giménez Renom)                                         |
| Castellbisbal            | 08-54            | 31,03           | 12390                 | 399,3                    | SOM-hi Castellbisbal (Dolors Conde) + SOM VEU + ERC                |
| Gallifa                  | 08-87            | 16,33           | 172                   | 10,5                     | JxCat Gallifa (Mateu Comalrena de Sobregrau i Esteve)              |
| Matadepera               | 08-120           | 25,36           | 9326                  | 367,7                    | Junts per Matadepera (Nil López Crespo)                            |
| Moncada y Reixach        | 08-125           | 23,47           | 36239                 | 1544,1                   | En Comú Podem MiR (Laura Campos Ferrer) + ERC                      |
| Palau-solità i Plegamans | 08-184           | 14,93           | 14771                 | 989,4                    | ERC (Oriol Lozano Rocabruna) + Junts per Palau-solità i Plegamans  |
| Polinyá                  | 08-167           | 8,79            | 8479                  | 964,6                    | PSC (Javier Silva Pérez)                                           |
| Rellinars                | 08-179           | 17,79           | 780                   | 43,8                     | Grup Independent de Rellinars - GIR (Marta Roqué Aubia)            |
| Ripollet                 | 08-180           | 4,33            | 38665                 | 8929,6                   | Decidim Ripollet (Josep Mª Osuna López)                            |
| Rubí                     | 08-191           | 32,30           | 80044                 | 2398,3                   | PSC (Ana Mª Martínez Martínez)                                     |
| Sabadell                 | 08-187           | 37,79           | 213644                | 5653,4                   | PSC (Marta Farrés Falgueras) + Podem                               |
| San Cugat del Vallés     | 08-205           | 48,23           | 91006                 | 1886,9                   | ERC (Mireia Ingla i Mas) + PSC + CUP                               |
| San Lorenzo Savall       | 08-223           | 41,11           | 2373                  | 57,7                     | ERC (Joan Solà Herms) + Agrupació d'Electors Savall - AES          |
| San Quirico de Tarrasa   | 08-238           | 14,07           | 20141                 | 1431,5                   | ERC (Gemma Gelabert Castellnou)                                    |
| Santa Perpetua de Moguda | 08-260           | 15,83           | 25799                 | 1629,8                   | Santa Perpètua en Comú (Isabel García i Ripoll) + PSC              |
| Sardañola del Vallés     | 08-266           | 30,56           | 57403                 | 1878,4                   | PSC (Carlos Cordón Núñez)                                          |
| Senmanat                 | 08-267           | 28,80           | 9078                  | 315,2                    | Assemblea Ciutadana de Sentmenat (Marc Verneda Urbano) + ERC + CUP |
| Tarrasa                  | 08-279           | 70,16           | 220556                | 3143,6                   | Tot per Terrassa (Jordi Ballart i Pastor) + ERC                    |
| Ullastrell               | 08-290           | 7,31            | 2093                  | 286,3                    | ERC (Jaume Puig i Puig)                                            |
| Vacarisas                | 08-233           | 40,70           | 6688                  | 164,3                    | ERC (Antoni Masana i Ubach)                                        |
| Viladecaballs            | 08-300           | 20,09           | 7512                  | 373,9                    | Treballem Junts per Viladecavalls (Cesca Berenguer i Priego)       |

## Organización político-administrativa: El Consejo Comarcal del Vallés Occidental
El Consejo Comarcal del Vallés Occidental es el órgano administrativo de coordinación de políticas públicas y prestación de servicios a la ciudadanía, apoyando especialmente a los municipios de menos de 20.000 habitantes. Se constituyó por primera vez el 8 de abril de 1988, en el marco de la Ley 6/1987 sobre la Organización Comarcal de Cataluña.  Está formado por diferentes órganos de gobierno y asesoramiento, de entre los que destacan la Presidencia y la Comisión Permanente del Pleno.
La Presidencia del Consejo comarcal es la persona que ocupa el cargo de jefe de la administración comarcal y es un órgano de gobierno unipersonal. Desde el día 17 de julio de 2015, la Presidencia del Consejo Comarcal del Vallés Occidental la ostenta Ignasi Giménez Renom (PSC), alcalde de Castellar del Vallés. El 19 de julio de 2019 fue reelegido para el mandato 2019-2023. Actualmente el gobierno comarcal está compuesto por un tripartito entre PSC, JxCat y En Comú.
El Pleno del Consejo Comarcal es un órgano de gobierno colegiado que está integrado por todos los consejeros y consejeras comarcales. Al ser una comarca de más de 50.000 habitantes, el Pleno del Vallés Occidental está compuesto por 39 miembros de 8 grupos políticos comarcales en función de los resultados de las elecciones municipales de 2019. Los consejeros del Pleno se eligen de forma indirecta: un tercio del pleno en función de los concejales obtenidos en toda la comarca y dos tercios que son proporcionales a los votos totales recibidos por cada formación política en todos los municipios de la comarca.
En función a los resultados de las elecciones municipales de 2019, el Pleno del Consejo Comarcal del Vallés Occidental para el mandato 2019-2023, está compuesto por:
La presidencia del Consejo Comarcal del Vallés Occidental ha sido ocupada por las siguientes personas:
- Del 1988 hasta 1991: Antoni Farrés Sabaté, alcalde de Sabadell (PSUC)
- Del 1991 hasta el 1994: Oriol Civil Desveus, concejal de Sabadell (PSC)
- Del 1994 hasta el 2001: Carles Ferré Cuscó, alcalde de Ripollet (PSC)
- Del 2001 hasta el 2003: Teresa Padrós i Casañas, alcaldesa de Palau-solità i Plegamans (PSC)
- Del 2003 hasta el 2007: Josep Vilaró Capella, alcalde de Senmanat (PSC)
- Del 2007 hasta el 2011: Antoni Rebolleda i Calendario, teniente de alcalde de San Quirico de Tarrasa (PSC)
- Del 2011 hasta el 2015: Pepita Pedraza Alcaide, concejal de Polinyá (PSC)
- Desde 2015: Ignasi Giménez Renom, alcalde de Castellar del Vallés (PSC)

## Enlaces relacionados
- Parque natural de Sant Llorenç del Munt i l'Obac